# Union électorale catholique italienne
L'Union électorale catholique italienne (en italien: Unione Elettorale Cattolica Italiana, UECI) était une organisation politique destinée à coordonner la participation des voix catholiques aux scrutins électoraux italiens. Son fondateur et dirigeant était le comte Vincenzo Ottorino Gentiloni.

## Histoire
L'Union électorale catholique a été formée en 1906 après la suppression de l'Opera dei Congressi (« Œuvre du Congrès ») à la suite de l'encyclique Il fermo proposito du pape Pie X. Elle a été dirigée de 1909 à 16 par le comte Ottorino Gentiloni. Le pacte Gentiloni de 1913 a amené de nombreux nouveaux électeurs catholiques en politique, où ils ont soutenu l'Union libérale du Premier ministre Giovanni Giolitti. Selon les termes du pacte, l'Union dirigeait les électeurs catholiques vers les partisans de Giolitti qui acceptaient de favoriser la position de l'Église sur des questions clés telles que le financement des écoles catholiques privées et le blocage d'une loi autorisant le divorce.
Le pacte Gentiloni est né d'un accord secret conclu à l'approche des élections générales de 1913 entre les électeurs catholiques et les candidats libéraux de Giolitti qui promettaient de soutenir les politiques catholiques, en particulier le financement des écoles privées catholiques, et de s'opposer à une loi autorisant le divorce. On estime que plus de 200 députés ont été élus grâce au pacte, ce qui était suffisant pour fournir une majorité à Giolitti.
Le Parti socialiste italien a gagné des voix (de 19% à 23% des électeurs) tandis que les libéraux ont été renforcés à court terme. Par le passé, Giolitti avait coopté de nombreux socialistes modérés (ainsi que des membres d'autres partis marginaux). Giolitti lui-même était contre les partis politiques, qu'il jugeait source de division et nuisible au "jeu des gentlemen" de la politique.
Le pacte Gentiloni est condamné par les socialistes et les anticléricaux alliés de Giolitti, qui voient dans l'Église le rempart du progrès et se sentent trahis dans une alliance avec Giolitti par le passé. Les socialistes ne feraient plus jamais confiance à Giolitti ou au système libéral.
C'est ainsi que la faction révolutionnaire du parti socialiste italien gagne en force en Italie, même si le Vatican devient de plus en plus influent dans la politique italienne.
Finalement, Giolitti est contraint de démissionner par ses alliés anticléricaux en mars 1914, et est remplacé au poste de Premier ministre par Antonio Salandra sur nomination du roi,.

## Résultats électoraux
| Chambre des députés |              |     |          |     |                    |
| Année électorale    | Votes        | %   | Sièges   | +/− | Leader             |
| 1904                | 8 008 (6e)   | 0,5 | 3 / 508  | –   | Ottorino Gentiloni |
| 1909                | 73 015 (6e)  | 4,0 | 18 / 508 | 15  | Ottorino Gentiloni |
| 1913                | 212 319 (5e) | 4,2 | 20 / 508 | 2   | Ottorino Gentiloni |

## Source
- (en) Cet article est partiellement ou en totalité issu de l’article de Wikipédia en anglais intitulé « Italian Catholic Electoral Union » (voir la liste des auteurs).